# (182934) 2002 GJ32
(182934) 2002 GJ32, também escrito como (182934) 2002 GJ32, é um objeto transnetuniano (TNO) que está localizado no cinturão de Kuiper, uma região do Sistema Solar. Este objeto é classificado como um cubewano. O mesmo possui uma magnitude absoluta (H) de 5,4 e, tem um diâmetro com cerca de 320 km, por isso existem poucas chances que possa ser classificado como um planeta anão, devido ao seu tamanho relativamente pequeno.

## Descoberta
(182934) 2002 GJ32 foi descoberto no dia 8 de abril de 2002 por Marc W. Buie.

## Órbita
A órbita de (182934) 2002 GJ32 tem uma excentricidade de 0.111, possui um semieixo maior de 44,088 UA e um período orbital de cerca de 293 anos. O seu periélio leva o mesmo a uma distância de 39,31 UA em relação ao Sol e seu afélio a 48,866 UA.